# Скогарі (округ, Нью-Йорк)
42°35′ пн. ш. 74°26′ зх. д. / 42.59° пн. ш. 74.44° зх. д.
Округ Скогарі (англ. Schoharie County) — округ (графство) у штаті Нью-Йорк, США. Ідентифікатор округу 36095.

## Історія
Округ утворений 1795 року.

## Демографія
За даними перепису
2000 року
загальне населення округу становило 31582 осіб, зокрема міського населення було 5270, а сільського — 26312.
Серед мешканців округу чоловіків було 15713, а жінок — 15869. В окрузі було 11991 домогосподарство, 8175 родин, які мешкали в 15915 будинках.
Середній розмір родини становив 2,98.
Віковий розподіл населення поданий у таблиці:
| Стать    | До 15 років | 15-21 | 22-29 | 30-39 | 40-49 | 50-65 | 65-85 | Понад 85 |
| -------- | ----------- | ----- | ----- | ----- | ----- | ----- | ----- | -------- |
| Чоловіки | 3066        | 2128  | 1239  | 2104  | 2409  | 2676  | 1920  | 171      |
| Жінки    | 3028        | 1823  | 1160  | 2156  | 2464  | 2632  | 2190  | 416      |

## Суміжні округи
- Монтгомері — північ
- Скенектеді — північний схід
- Олбані — схід
- Грін — південний схід
- Делавер — південний захід
- Отсего — захід

## Виноски
1. ↑  U.S. Decennial Census. United States Census Bureau. Процитовано 7 січня 2015.
2. ↑  Historical Census Browser. University of Virginia Library. Архів оригіналу за 11 серпня 2012. Процитовано 7 січня 2015.
3. ↑  Population of Counties by Decennial Census: 1900 to 1990. United States Census Bureau. Процитовано 7 січня 2015.
4. ↑  Census 2000 PHC-T-4. Ranking Tables for Counties: 1990 and 2000 (PDF). United States Census Bureau. Процитовано 7 січня 2015.
5. ↑  State & County QuickFacts. United States Census Bureau. Архів оригіналу за 7 червня 2011. Процитовано 13 жовтня 2013. [Архівовано 2011-06-07 у Wayback Machine.](англ.) Наведено за англійською вікіпедією.
6. ↑  American FactFinder. Бюро перепису населення США. Архів оригіналу за 26 лютого 2012. Процитовано 31 січня 2008. [Архівовано 2008-05-21 у Wayback Machine.]

| США | Це незавершена стаття з географії США. Ви можете допомогти проєкту, виправивши або дописавши її. |